# Zabrežnik
Zabrežnik je naselje v Občini Žiri.